# 2017 OF201
2017 OF201 est un  objet transneptunien extrême et une planète naine potentielle, estimée à au moins 500 kilomètres de diamètre. Avec une magnitude absolue entre 3 et 4, c'est peut être un des objets les plus brillants du système solaire qui n'a pas pas une taille estimée directement. Sa découverte a été annoncée officiellement par le Centre des planètes mineures de l’Union astronomique internationale le 21 mai 2025. Des images d'archive remontant à 2004 montrant l'objet ont pu être retrouvées.
La découverte de 2017 OF201 pourrait remettre en question l'hypothèse de la planète Neuf,.